# Mały Ostry Szczyt
Mały Ostry Szczyt (słow. 'Malý Ostrý štít, niem. Kleiner Spitzer Turm, węg. Kis Hegyestorony, 2323 m n.p.m.) – szczyt znajdujący się w masywie Ostrego Szczytu w słowackich Tatrach Wysokich. Leży on w głównej grani Tatr. Od głównego wierzchołka Ostrego Szczytu oddzielony jest on Przełęczą w Ostrym, natomiast od masywu Jaworowego Szczytu – Jaworową Przełęczą. Na wierzchołek Małego Ostrego Szczytu mają dostęp jedynie taternicy, nie prowadzą na niego żadne znakowane szlaki turystyczne.
Nazwa Małego Ostrego Szczytu pochodzi od sąsiadującego Ostrego Szczytu, która to wynika z jego wyglądu. W nazewnictwie niemieckim i węgierskim traktowany jest on jako turnia.

## Historia
Pierwsze wejścia turystyczne:
- Karol Englisch, 25 lipca 1902 r. – wejście niepotwierdzone,
- Zygmunt Klemensiewicz i Aleksander Znamięcki, 26 lipca 1907 r. – letnie,
- Viktor Roland i Štefan Zamkovský, marzec 1928 r. – zimowe.